# Сан Пјетро Марчиљијано (Лука)
Сан Пјетро Марчиљијано је насеље у Италији у округу Лука, региону Тоскана.
Према процени из 2011. у насељу је живело 26 становника. Насеље се налази на надморској висини од 334 м.